# Fresneda de la Sierra Tirón
Fresneda de la Sierra Tirón ist ein Ort und eine Gemeinde (municipio) mit 97 Einwohnern (Stand: 2024) im Osten der spanischen Provinz Burgos in der Autonomen Gemeinschaft Kastilien-León. Die Gemeinde gehört zur bevölkerungsarmen Region der Serranía Celtibérica.

## Lage und Klima
Fresneda de la Sierra Tirón liegt am Fluss Río Tirón, am Fuß der Montes de Ayago nahe der Grenze zur Autonomen Region La Rioja ca. 55 km ostsüdöstlich von Burgos in einer Höhe von ca. 995 m. Das Klima ist gemäßigt bis warm; Regen (ca. 885 mm/Jahr) fällt hauptsächlich im Winterhalbjahr.

## Bevölkerungsentwicklung
| Jahr      | 1900 | 1910 | 1920 | 1930 | 1940 | 1950 | 1960 | 1970 | 1981 | 1991 | 2001 | 2011 | 2020 |
| Einwohner | 472  | 408  | 471  | 437  | 460  | 518  | 471  | 331  | 181  | 119  | 116  | 134  | 94   |

## Sehenswürdigkeiten

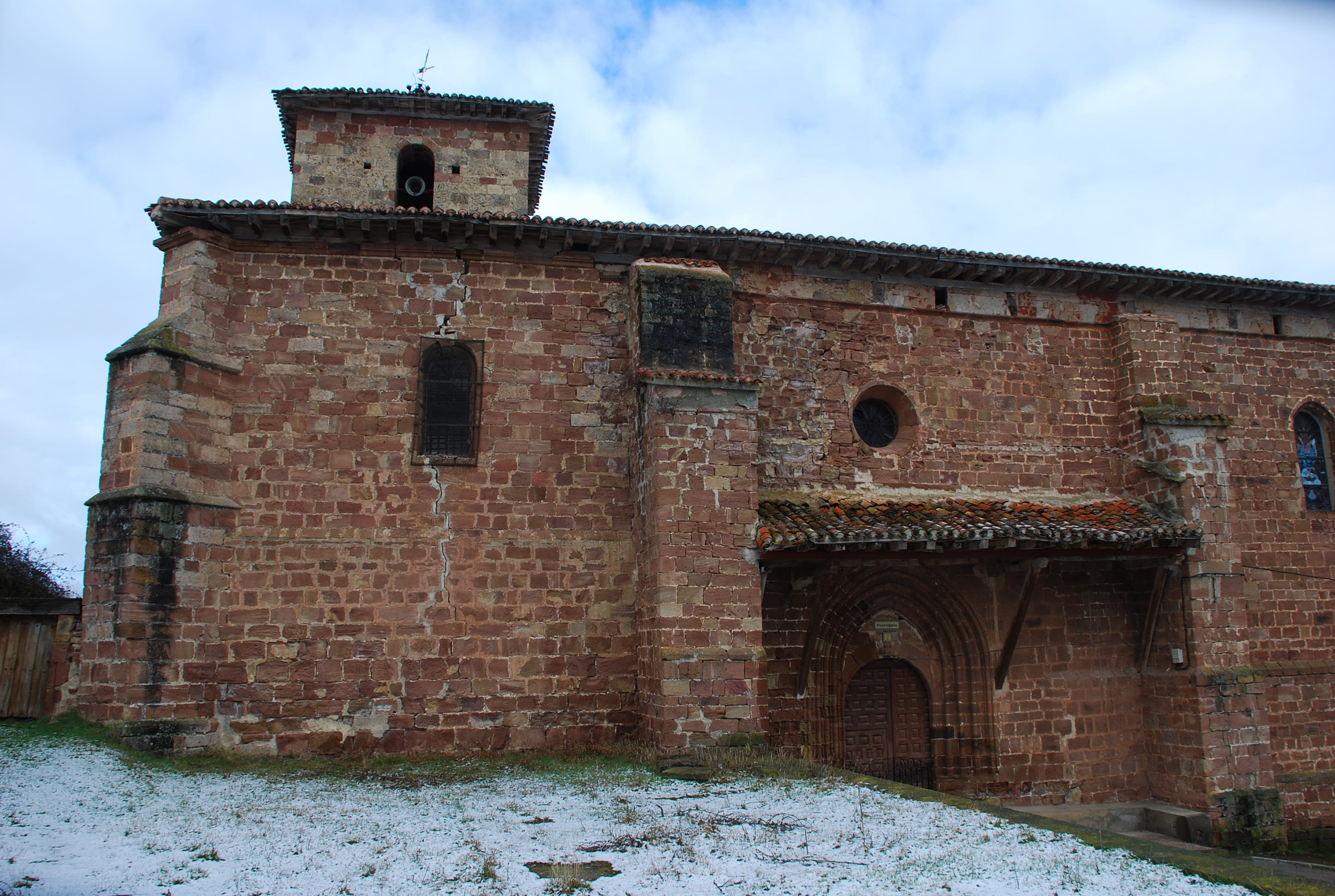
Kirche Mariä Himmelfahrt
- Reste des Klosters San Bernardino de la Sierra
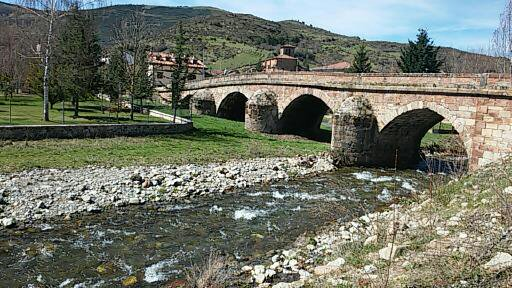
Brücke über den Tirón
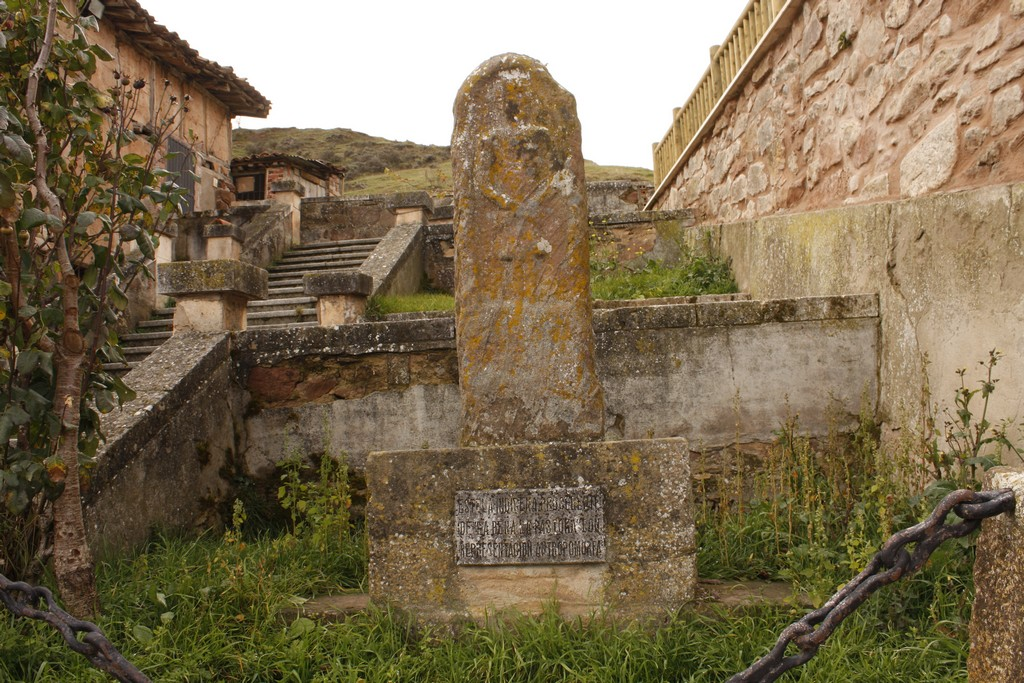
Stele aus dem 2./3. Jahrhundert

- Kirche Mariä Himmelfahrt
- Brücke über den Tirón
- Stele aus dem 2./3. Jahrhundert

## Persönlichkeiten
- Bernardo de Fresneda (1495–1577), Franziskaner, Erzbischof von Saragossa 1577